# Mate Anić
Mate Anić (Split, 6. travnja 1994.) - hrvatski vaterpolski vratar
Rodio se u Splitu 6. travnja 1994. godine. Završio je Graditeljsko-geodetsku školu te diplomirao na Fakultetu građevinarstva, arhitekture i geodezije u Splitu.
Od 2018. igra za VK Jadran Split s kojim je osvojio naslov prvaka Hrvatske u sezoni 2022./23. To je bio prvi naslov prvaka Hrvatske za VK Jadran Split. S Jadranom je osvojio i Kup Hrvatske u sezoni 2021.-'22.
Zabio je pogodak kao vratar sa svoga gola na protivnički gol u utakmici splitskog Jadrana u susretu Lige prvaka, koju su izgubili na gostovanju kod Crvene zvezde u Beogradu sa 11-12 u listopadu 2023.
Igrao je za hrvatsku vaterpolsku reprezentaciju na Svjetskom vaterpolskom prvenstvu u Dohi 2024. Obranio je odlučujući jedanaesterac u polufinalu protiv Francuske za ulazak u finale te jedanaesterac u finalu protiv Italije.

## Vanjske poveznice
- (engl.) Profil na Global Sports Archive